# Новорусија (конфедерација)
Новорусија (укр. Новоросiя), службени назив до 15. јула 2014. године Савез Народних Република (укр. Союз Народних Республік), је замрзнути пројекат конфедерације непризнате Доњецке и Луганске Народне Републике.
Проглашена је 22. маја 2014, а озваничена 24. маја када су лидери Доњецке и Луганске народне републике потписали споразум о уједињењу. За назив новоосноване међународно непризнате државе узет је назив бивше руске Новоросијске губерније, чије су границе заузимале већи дио регије Донбас.
Дана 26. јуна 2014. за председника Скупштине СНР изабран је Олег Царјов, а 15. јула 2014. године скупштина је објавила промену назива савеза у Новорусија.
Пројекат Новорусије је замрзнут у мају 2015, што је потврдио и председник скупштине Олег Царев.

## Порекло имена
Новорусија — историјска област северног Црноморског приморја, присаједињена је Руској Империји после руско-турског рата у другој половини 18. века. Садржила је Херсонску, Јекатеринославску, Тауридску и Бесаријску губернију и такође Кубањску област. Термин се почео користити почетком 20. века, а после Октобарске револуције потпуно је нестао — територија Новорусије је подељена образовањем Украјинске ССР и Руске СФСР.
У 21. веку термин Новорусија је споменуо председник Руске Федерације Владимир Путин за време свог обраћања грађанима 17. априла 2014. године, рекао је:
Користећи се царском терминологијом, желим да кажем, да то није Украјина, то је Новорусија. Ту су Харков, Доњецк, Луганск, Херсон, Николајев, Одеса - они у царска времена нису били део Украјине, али су предати касније. Зашто је то урађено, ја не знам— Владимир Путин

## Историја

### Политичка криза у Украјини
Новембра 2013. у Украјини је почела политичка криза изазвана одлуком украјинске владе да суспендује потписивање Споразума о придруживању са Европском унијом. Ова одлука је довело до масовних протеста у центру Кијева, као и у другим градовима Украјине, а на друштвеним мрежама и у медији се ти протести називају „Евромајдан“ по аналогији са догађајима из 2004. године. До средине јануара 2014, ова акција је попримила антипредседнички и антивладин карактер. Међу различитим политичким снагама које учествују na Евромајдану, својом активношћу се одликују националистичке групе (Самоодбрана Мајдана, УНВ—УНСО, Тризуб, Патриоте Украјине и други), формирајући екстремиста удружење Десни сектор. Као резултат војне конфронтације у центру града, почело је заузимање административних зграде и власти у главном граду и регионалних центара, стварање паралелних органа, организација неформалних структура моћи Украјина је била на ивици да изгуби територијални интегритет и да настане економски колапс.
Овај сукоб довео је до масовног крвопролића, након чега је под притиском западних земаља, 21. фебруара, председник Јанукович био приморан да изврши одређене уступке и потпише са опозицијом споразум о рјешењу кризе у Украјини. Истог дана, Јанукович је напустио Кијев, 22. фебруар, а Врховна Рада је усвојила резолуцију којом је свргнут са власти. Ова уредба Врховна Рада је расписала превремене председничке изборе 25. маја. 2014. године, а за вршиоца дужности председника постављен је председник Врховне Раде Александар Турчинов.
Врховна Рада је 23. фебруара прогласила ништавним и закон "О принципима државне језичке политике" од 3. јула 2012, који предвиђа могућност званичне двојезичности у регионима у којима је број мањина прелази 10%, али на ову одлуку в. д. предсједника Александар Турчинов је ставио вето и закон је остао на снази.
Иако је у главном граду, у северним, централним и западним регионима Украјине ново руководство, које је најавило наставак кретања ка европским интеграцијама, добило подршку становништва и брзо ојачала своју позицију, на југоистоку су, од првих дана након преноса власти на бившу опозицију, започели протести против нове владе, која одбија да узме у обзир интересе руске говорне мањине. На Криму је извршена замена извршне власти Севастопоља и Аутономне Републике Крим, али су они одбили да призна легитимитет нове украјинске владе и апеловао на сарадњу и помоћ Влади Руске Федерације. У року од неколико недеља које су уследиле проглашена независност Крима и на референдуму је донесена одлука о његовом припајању Русији.
Још за време конфронтације у Кијеву отворена су нека поглавља о југоистоку Украјине и неке политичке личности су изразиле жељу за федерализацијом Украјине и децентрализацијом власти, као могући излаз из ове ситуације. Ова идеја је даље развијана после промене режима. Представници више региона из бивше владајуће странке, на седницама почео да поставља захтеве федерализацију Украјине, признавање руског као другог држава језика, питање легитимитет нове владе, као и да предузму кораке да изађу из потчињености.

### Немири на југоистоку Украјине
У источној Украјини, посебно у Доњецку, Луганску и Харкову одржани су протест против нове украјинске власти. Демонстранти су одбили да признају нове украјинске власти, били су за федерализацију Украјине и против нових гувернера, чији су постављење сматрати нелегитимним, изабрали су „народне гувернере“ у својим регионима. Демонстранти су на југоистоку Украјине, 6. априла, је кренули у акцију, заузимање низа административних зграда у Доњецкој, Луганској и Харковској области, и њихове накнадне федералистичке акције уступиле су место сепаратистичким.
Александар Турчинов је, 14. априла, наредио покретање антитерористичке акције на југоистоку Украјине. Вршилац дужности председника Украјине и председник Врховне раде је рекао да ће акција бити покренута против оних који су узели оружје.
Главни тужилац Украјине, 17. маја, проглашава ДНР и ЛНР терористичким организацијама. Тужилац је објаснио да ове структуре имају све релевантне карактеристике: јасну хијерархију, финансијске канале, као и снабдевање оружјем. На основу ових чињеница и тока антитерористичке акције покренути су процеси против такозваних „република“.

## Територије под контролом
До маја-јуна 2014. Новорусија је контролисала велики део територије Доњецке и Луганске области Украјине. У јуну и јулу велики део територије је изгубљен.
По изјави секретара СНБО Украјине Андреја Парибија од 4. јуна 2014. године, да украјинска војска контролише велики дио ДНР и ЛНР које су у саставу Новорусије и то: 13 од 18 рејона Доњецке области и 10 од 18 рејона Луганске области.
У августу, после елиминације Јужног котла, побуњеници су кренули у офанзиву на јужном фронту и извршили су пробој на Азовско море у близи Новоазовска. При томе су ширене дезинформације како су побуњеници опколили Мариупол и започели борбена дејства у Запорошкој области.
Учесници савеза претендују на читаву територију Доњецке и Луганске области Украјине. До почетка септембра 2014. године контролисали су око трећине територије на коју претендују. То је део региона који према саветнику председника Украјине Јурију Лутсенку није био под контролом Украјине у време закључења споразума Минску, за који тврде да ће добити посебан статус у земљи.

## Државно уређење
Новорусија би требало да буде савез независних држава са правом на отцепљење и право уласка у друге државе.
Устав Новорусије би требало да ступи на снагу три месеца након усвајања устава Доњецке народне републике и Луганске народне републике. Народни гувернер Павел Губарев је рекао:
Ми не признајемо председника и скупштину Украјине. Доњецка и Луганска народна република су независне државе. То је мој став. Дакле, ми ћемо признати владу и новоизабраног председника, само ако су спремни да признају независност републике Донбас. И друго, да они одмах повуку своје трупе са граница наших народних република и да прекину сва борбена дејства.
Према речима премијера ДНР Александара Бородајева, 24. јуна, Врховни савет ДНР гласао је за један устав Новорусије. На седници Врховног савета ДНР усвојен је уставни акт о конфедералном обједињењу ДНР и ЛНР у Савез Народних Република и одобрена је листа представника из ДНР у скупштини СНР.

## Руководство

### Извршна власт
Владајуће тело је Савет Новорусије, у формирању савеза у њему су учествовала по 3 представника из ДНР и ЛНР.
Из ЛНР су: Валериј Болотов, Алексеј Коркјин и Олег Царјов.
Из ДНР су: Алесандар Бородај, Денис Пушилин и Павел Губарев.

## Оружане снаге
Дана 16. септрембра 2014. године донесена је одлука о формирању оружаних снага Новорусије од јединица народне одбране ДНР и ЛНР. На чело оружаних снага постављен је генерал-потпуковник Иван Анатољевич Корсуњ.

## Језик
Службени језик је руски. Остали језици у употреби су: украјински, суржик (мешавина украјинског и руског).